# Lyctus
Lyctus es un género de escarabajos de la pólvora de la familia Bostrichidae.

## Especies
- Lyctus africanus Lesne, 1907
- Lyctus argentinensis Santoro, 1960
- Lyctus asiaticus Iablokoff-Khnzorian, 1976
- Lyctus brunneus (Stephens, 1830)
- Lyctus carbonarius Waltl, 1832
- Lyctus caribeanus Lesne, 1931
- Lyctus cavicollis LeCOnte, 1866
- Lyctus chacoensis Santoro, 1960
- Lyctus chilensis Gerberg, 1957
- Lyctus cinereus Blanchard, 1851
- Lyctus discedens Blackburn, 1888
- Lyctus hipposideros Lesne, 1908
- Lyctus histeroides Fabricius, 1792
- Lyctus kosciuszkoi Borowski and Wegrzynowicz, 2007
- Lyctus linearis (Goeze, 1777)
- Lyctus longicornis Reitter, 1879
- Lyctus opaculus LeConte, 1866
- Lyctus parallelocollis Blackburn, 1888
- Lyctus parvulus Casey, 1885
- Lyctus patagonicus Santoro, 1960
- Lyctus pubescens Panzer, 1793
- Lyctus simplex Reitter, 1879
- Lyctus sinensis Lesne, 1911
- Lyctus suturalis Faldermann, 1837
- Lyctus tomentosus Reitter, 1879
- Lyctus turkestanicus Lesne, 1935
- Lyctus villosus Lesne, 1911